# Deutsche Turnmeisterschaften 1942

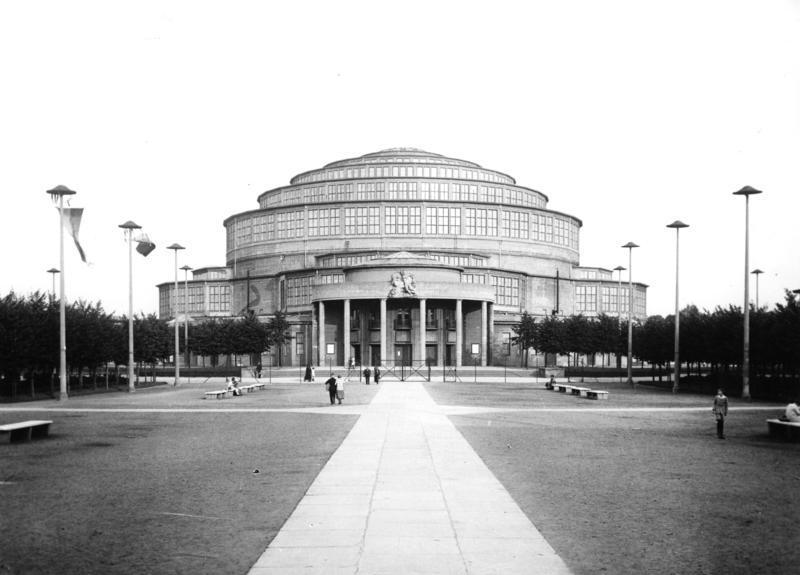
Breslauer Jahrhunderthalle (Foto von 1930)

Die Deutschen Turnmeisterschaften 1942 fanden am 30. und 31. Mai 1942 in der Breslauer Jahrhunderthalle statt. Insgesamt 84 Turner nahmen an der elften Austragung der Meisterschaften und gleichzeitig den dritten Kriegsmeisterschaften teil.

## Ergebnisse

### Mehrkampf
| Rang | Name           | Gau                                 | Punkte | Pflicht | Kür  |
| ---- | -------------- | ----------------------------------- | ------ | ------- | ---- |
| 1    | Helmut Bantz   | Wehrmacht Luftwaffe (Gefreiter)     | 196,5  | 98,1    | 98,4 |
| 2    | Rudi Gauch     | Wehrmacht (Oberfeldwebel)           | 194,9  | 96,3    | 98,6 |
| 3    | Kurt Krötzsch  | Lützen                              | 194,4  | 95,5    | 98,9 |
| 4    | Alfred Müller  | Leuna                               | 193,2  | 95,1    | 98,1 |
| 5    | Karl Stadel    | Wehrmacht Heer (Oberfeldwebel)      | 191,6  | 94,3    | 97,7 |
| 6    | Emil Anna      | Wehrmacht Luftwaffe (Obergefreiter) | 190,5  | 93,5    | 97,0 |
| 7    | Eugen Göggel   | Stuttgart                           | 190,2  | 92,7    | 97,5 |
| 8    | Heinz Walter   | Wehrmacht (Gefreiter)               | 188,7  | 92,2    | 96,5 |
| 9    | Erich Wied     | Wehrmacht                           | 187,7  | 92,1    | 95,6 |
| 9    | Heinz Schnepf  | Bad Kreuznach                       | 187,7  | 91,4    | 96,3 |
| 11   | Eduard Meister | Hagen                               | 185,7  | 91,2    | 94,5 |

### Pferdsprung
| Rang | Name         | Punkte | Pflicht | Kür |
| ---- | ------------ | ------ | ------- | --- |
| 1    | Helmut Bantz | 40     | 20      | 20  |

### Barren
| Rang | Name          | Punkte | Pflicht | Kür |
| ---- | ------------- | ------ | ------- | --- |
| 1    | Alfred Müller | 39,9   | 19,9    | 20  |

### Ringe
| Rang | Name         | Punkte | Pflicht | Kür  |
| ---- | ------------ | ------ | ------- | ---- |
| 1    | Helmut Bantz | 39,1   | 19,3    | 19,8 |
| 1    | Rudi Gauch   | 39,1   | 19,2    | 19,9 |

### Bodenübung
| Rang | Name          | Punkte | Pflicht | Kür  |
| ---- | ------------- | ------ | ------- | ---- |
| 1    | Helmut Bantz  | 39,2   | 19,6    | 19,6 |
| 1    | Kurt Krötzsch | 39,2   | 19,2    | 20   |
| 1    | Heinz Schnepf | 39,2   | 19,2    | 20   |

### Reck
| Rang | Name          | Punkte | Pflicht | Kür  |
| ---- | ------------- | ------ | ------- | ---- |
| 1    | Alfred Müller | 39,4   | 19,6    | 19,8 |